# Sofie Lithenius
Sofie Lithenius, även verksam under signaturen S.L., född 24 april 1847 i Åbo, död 11 mars 1926 i samma stad, var en finländsk folkskollärare, sångpedagog och tonsättare av barnsånger.

## Biografi
Sofie Lithenius var dotter till Hans Henrik Lithenius och Gustava Cederström. Hon utbildades vid en privat flickskola i Åbo och fortsatte sina studier vid Seminariet i Ekenäs, där hon utexaminerades 1877. Hon bedrev även musikstudier och arbetade därefter som sånglärare och folkskollärare.
Lithenius var verksam inom musikundervisning och barnpedagogik. Hon utgav flera sång- och lekböcker för barn, avsedda för folkskolor och barnträdgårdar. En del av sångerna var egna kompositioner, andra var bearbetningar eller översättningar.

## Publikationer
- Små sånger och lekar (1892–1897)
- Pieniä lauluja ja leikkejä (1892)
- Nya sånger och lekar för folkskolor och barnträdgårdar, dels bearbetade, dels komponerade (1897)
- Uusia lauluja ja leikkejä kansakouluille ja lastentarhoille (1898)
- Julen är kommen! (1909)
- En- och tvåstämmiga sånger i c-dur och a-moll (1911)
- Yksi- ja kaksiäänisiä lauluja (C-duuri ja A-molli) (1909)
- Leikkipirtti (1914)
- Den fåfänga Greta (1924)